# Рачабулда
Рачабулда (рос. Рачабулда) — село Ахвахського району, Дагестану Росії. Входить до складу муніципального утворення Сільрада Каратинська.
Населення — 167 (2010).

## Населення
За даними перепису населення 2002 року в селі мешкало 68 осіб. У тому числі 26 (38,24 %) чоловіків та 42 (61,76 %) жінки.
Переважна більшість мешканців — каратинці (100 % від усіх мешканців). У селі переважає каратинська мова.